# Une clarinette qui passe
Une clarinette qui passe est une comédie-vaudeville en 1 acte d'Eugène Labiche, représentée pour la 1re fois à Paris au Théâtre des Variétés le 4 janvier 1851.
- Collaborateur Marc-Michel.
- Editions Michel Lévy frères.

## Distribution
| Acteurs et actrices ayant créé les rôles |                    |
| Personnage                               | Acteur ou actrice  |
| Bridoie, musicien ambulant               | M. Adolphe Leclère |
| Tréfoin, riche fermier                   | M. Dussert         |
| Paterne, son fils                        | M. Kopp            |
| Mathurine, femme de Tréfoin              | Mme Blonval        |
| Toinette, servante                       | Mme Virginie       |